# Јован Палеолог (кесар)
Јован Палеолог (грчки: Ἱωάννης Παλαιολόγος; рођен 1288/1289 — умро 1326) је био византијски управник Солуна са титулом кесара.

## Биографија
Јован је био син Константина Палеолога, сина византијског цара Михаила VIII Палеолога (владао од 1259. до 1282. године). Мајка му је била Ирена Палеолог Раулина. Од 1305. године Јован носи титулу паниперсеваста. Узео је учешћа у грађанском рату у Византији од 1321. до 1328. године. У првој половини 1324. године, српски краљ Стефан Урош III Дечански се оженио Јовановом ћерком, Маријом Палеолог. Брак је убрзо довео до проблема са византијским царем. Паниперсеваст Јован је намеравао да се осамостали у Солуну. Брак са Маријом увео је краља Стефана Уроша III Дечанског Немањића, у грађански рат у Византији на Јовановој страни. Без подршке Византије, паниперсеваст Јован је побегао на двор српског краља и заједно са њим је пустошио околне византијске области не успевајући да им наметне своју власт. Умирио се када је добио титулу кесара, а убрзо је и умро. Цезар Јован је сем Марије имао и сина. Његово име није познато, а погинуо је у борби против Бугара код Русокастра 1332. године. Жена му се звала Ирина Метохит, била је ћерка Теодора Метохита.